# بطولة ويمبلدون 1898
قائمة ببطولات ويمبلدون لسنة 1898:

## فردي رجال
رينالد دوهيرتي هزم  لورنس دوهيرتي. النتيجة: 6-3 6-3 2-6 5-7 6-1

## فردي سيدات
شارلت كوبر هزمت  لويس مارتن. النتيجة: 6-4, 6-4